# Vejringe
Vejringe er en landsby på den nordøstlige del af Falster beliggende i Aastrup Sogn (Falster Østre Provsti, Lolland-Falsters Stift) , 2 kilometer syd for Ore. Landsbyen befinder sig i Guldborgsund Kommune og tilhører Region Sjælland. 
Tidligere lå en rytterskole i Vejringe.
|  | Denne artikel om lokaliteten Vejringe kan blive bedre, hvis der indsættes et (bedre) billede. Du kan hjælpe ved at afsøge Wikimedia Commons for et passende billede eller lægge et op på Wikimedia Commons med en af de tilladte licenser og indsætte det i artiklen. |

54°52′N 12°5′Ø / 54.867°N 12.083°Ø